# 治郎丸土井町
治郎丸土井町（じろまるどいまち）は、愛知県稲沢市の地名。

## 地理
稲沢市北東部に位置する。西は治郎丸南町、北は治郎丸白山町に接する。

### 交通
- 市道妙興寺治郎丸線[1]

## 歴史

### 沿革
- 1976年（昭和51年） - 稲沢市治郎丸町の一部により、同市治郎丸土井町が成立する[2]。

### WEB
1. ↑  “読み仮名データの促音・拗音を小書きで表記するもの(zip形式) 愛知県” (zip).   日本郵便 (2024年2月29日). 2024年3月26日閲覧。
2. ↑  “市外局番の一覧” (PDF).   総務省 (2022年3月1日). 2022年3月22日閲覧。
3. ↑  “ナンバープレートについて”.   一般社団法人愛知県自動車会議所. 2024年1月21日閲覧。

### 書籍
1. 1 2 3  「角川日本地名大辞典」編纂委員会 1989, p. 1598.
2. ↑  「角川日本地名大辞典」編纂委員会 1989, p. 702.